# 31928 Limzhengtheng
31928 Limzhengtheng è un asteroide della fascia principale. Scoperto nel 2000, presenta un'orbita caratterizzata da un semiasse maggiore pari a 2,2407021 UA e da un'eccentricità di 0,0835613, inclinata di 1,32231° rispetto all'eclittica.